# Russell Crowe
Russell Ira Crowe (sinh ngày 7 tháng 4 năm 1964) là một diễn viên, đạo diễn và ca sĩ. Ông sinh ra ở New Zealand, trải qua 10 năm tuổi thơ ở Úc và chuyển đến đó vĩnh viễn ở tuổi 21. Ông thu hút sự chú ý của quốc tế với vai diễn Tướng quân La Mã Maximus Decimus Meridius trong bộ phim lịch sử sử thi Gladiator (2000), bộ phim mà ông đã giành được Giải thưởng Viện hàn lâm, Giải thưởng của Hiệp hội phê bình phim truyền hình, Giải thưởng Empire và Giải thưởng của Hội phê bình phim London cho Nam diễn viên chính xuất sắc nhất, cùng với 10 đề cử khác trong cùng hạng mục.
Các màn trình diễn từng đoạt giải thưởng khác của Crowe bao gồm người thổi còi công ty thuốc lá Jeffrey Wigand trong phim truyền hình The Insider (1999) và John F. Nash trong phim tiểu sử A Beautiful Mind (2001). Ông cũng đã đóng vai chính trong các bộ phim như phim truyền hình Romper Stomper (1992), phim kinh dị trinh thám bí ẩn LA Confidential (1997), phim chiến tranh sử thi Master and Commander: The Far Side of the World (2003), phim quyền anh Cinderella Man (2005), phim viễn Tây 3:10 to Yuma (2007), phim truyền hình tội phạm American Gangster (2007), phim giật gân - chính kịch State of Play (2009), và Robin Hood (2010).
Crowe sau đó đóng vai chính trong bộ phim ca nhạc Les Misérables (2012), vai Jor-El trong phim siêu anh hùng Man of Steel (2013), bộ phim giả tưởng kinh thánh Noah (2014) và bộ phim hài hành động The Nice Guys (2016). Năm 2014, ông ra mắt công việc đạo diễn với bộ phim truyền hình The Water Diviner mà ông cũng đóng vai chính. Ông đã giành được nhiều giải thưởng khác nhau, bao gồm một ngôi sao trên Đại lộ Danh vọng Hollywood, hai giải Quả cầu vàng, một giải thưởng Điện ảnh của Viện Hàn lâm Anh và một giải Oscar trong số ba đề cử liên tiếp (1999, 2000 và 2001). Ông là đồng chủ sở hữu của đội bóng bầu dục Liên đoàn Bóng bầu dục Quốc gia (NRL) South Sydney Rabbitohs từ năm 2006.

## Đầu đời
Russell Ira Crowe sinh ra ở ngoại ô Wellington của Strathmore Park vào ngày 7 tháng 4 năm 1964, là con trai của những người phục vụ phim trường Jocelyn Yvonne (nhũ danh Wemyss) và John Alexander Crowe. Cha ông cũng quản lý một khách sạn. Ông ngoại của ông, Stan Wemyss, là một nhà quay phim đã được bổ nhiệm làm MBE để quay các cảnh về Thế chiến thứ hai với tư cách là thành viên của Đơn vị Điện ảnh New Zealand. Crowe là người Maori, và đồng nhất với Ngāti Porou thông qua một trong những bà cố là mẹ của anh ấy. Ông nội của ông, John Doubleday Crowe, là một người xứ Wales từ Wrexham, trong khi một ông bà khác của ông là người Scotland. His other ancestry includes English, German, Irish, Italian, Norwegian, and Swedish. Tổ tiên khác của ông bao gồm Anh, Đức, Ireland, Ý, Na Uy và Thụy Điển. Ông là em họ của cựu đội trưởng đội cricket quốc gia New Zealand Martin và Jeff Crowe, và là cháu trai của vận động viên cricket Dave Crowe.
Khi Crowe được bốn tuổi, gia đình ông chuyển đến Úc và định cư ở Sydney, nơi cha mẹ anh theo đuổi sự nghiệp phục vụ phim trường. Cha đỡ đầu của mẹ ông là nhà sản xuất của loạt phim truyền hình Úc Spyforce, và Crowe được thuê làm lời thoại trong một tập của bộ phim khi mới 5 hoặc 6 tuổi, đống cùng với ngôi sao series Jack Thompson. Sau đó, vào năm 1994, Thompson đóng vai cha của nhân vật Crowe trong The Sum of Us. Crowe cũng xuất hiện một thời gian ngắn trong loạt phim The Young Doctors. Tại Úc, ông được học tại Trường Công lập Vaucluse và Trường trung học nam sinh Sydney, trước khi gia đình anh chuyển trở lại New Zealand vào năm 1978 khi ông 14 tuổi. Ông tiếp tục học trung học tại Trường Auckland Grammar, với anh em họ và anh trai Terry, và Trường Ngữ pháp Mount Roskill trước khi rời trường tại 16 tuổi để theo đuổi tham vọng diễn xuất của mình.

## Danh sách phim tham gia

### Điện ảnh
| Năm  | Phim                                            | Vai diễn                                   | Ghi chú                                |
| ---- | ----------------------------------------------- | ------------------------------------------ | -------------------------------------- |
| 1990 | Prisoners of the Sun                            | Lt. Jack Corbett                           |                                        |
| 1990 | The Crossing                                    | Johnny Ryan                                |                                        |
| 1991 | Proof                                           | Andy                                       |                                        |
| 1991 | Spotswood                                       | Kim Barry                                  |                                        |
| 1992 | Romper Stomper                                  | Hando                                      |                                        |
| 1993 | Hammers Over the Anvil                          | East Driscoll                              |                                        |
| 1993 | The Silver Brumby                               | The Man (Egan)                             |                                        |
| 1993 | For the Moment                                  | Lachlan Currie                             |                                        |
| 1993 | Love in Limbo                                   | Arthur Baskin                              |                                        |
| 1994 | The Sum of Us                                   | Jeff Mitchell                              |                                        |
| 1995 | The Quick and the Dead                          | Cort                                       |                                        |
| 1995 | No Way Back                                     | FBI Agent Zack Grant                       |                                        |
| 1995 | Virtuosity                                      | SID 6.7                                    |                                        |
| 1995 | Rough Magic                                     | Alex Ross                                  |                                        |
| 1997 | L.A. Confidential                               | Officer Wendell "Bud" White                |                                        |
| 1997 | Heaven's Burning                                | Colin O'Brien                              |                                        |
| 1997 | Breaking Up                                     | Steve                                      |                                        |
| 1999 | Mystery, Alaska                                 | Sheriff John Biebe                         |                                        |
| 1999 | The Insider                                     | Jeffrey Wigand                             |                                        |
| 2000 | Gladiator                                       | Maximus Decimus Meridius                   |                                        |
| 2000 | Proof of Life                                   | Terry Thorne                               |                                        |
| 2001 | A Beautiful Mind                                | John Nash                                  |                                        |
| 2003 | Master and Commander: The Far Side of the World | Captain Jack Aubrey                        |                                        |
| 2005 | Cinderella Man                                  | Jim Braddock                               |                                        |
| 2006 | A Good Year                                     | Max Skinner                                |                                        |
| 2007 | Bra Boys: Blood Is Thicker than Water           | Người tường thuật                          | Phim tài liệu                          |
| 2007 | 3:10 to Yuma                                    | Ben Wade                                   |                                        |
| 2007 | American Gangster                               | Det. Richie Roberts                        |                                        |
| 2008 | Body of Lies                                    | Ed Hoffman                                 |                                        |
| 2009 | Tenderness                                      | Detective Cristofuoro                      |                                        |
| 2009 | State of Play                                   | Cal McAffrey                               |                                        |
| 2010 | Robin Hood                                      | Robin Longstride                           | Kiêm nhà sản xuất                      |
| 2010 | The Next Three Days                             | John Brennan                               |                                        |
| 2012 | The Man with the Iron Fists                     | Jacknife                                   |                                        |
| 2012 | Les Misérables                                  | Inspector Javert                           |                                        |
| 2013 | Broken City                                     | Nicholas Hostetler                         |                                        |
| 2013 | Man of Steel                                    | Jor-El                                     |                                        |
| 2013 | Red Obsession                                   | Người tường thuật                          | Phim tài liệu                          |
| 2014 | Winter's Tale                                   | Pearly Soames / Demon                      |                                        |
| 2014 | Noah                                            | Noah                                       |                                        |
| 2014 | The Water Diviner                               | Joshua Connor                              | Kiêm đạo diễn; ra mắt vai trò đạo diễn |
| 2015 | Fathers and Daughters                           | Jake Davis                                 | Kiêm giám đốc sản xuất                 |
| 2016 | The Nice Guys                                   | Jackson Healy                              |                                        |
| 2017 | War Machine                                     | Bob White                                  | Cameo không được công nhận             |
| 2017 | The Mummy                                       | Dr. Henry Jekyll / Mr. Edward "Eddie" Hyde |                                        |
| 2018 | Turtle Odyssey                                  | Người tường thuật                          | Phim tài liệu                          |
| 2018 | Boy Erased                                      | Marshall Eamons                            |                                        |
| 2019 | True History of the Kelly Gang                  | Harry Power                                |                                        |
| 2020 | Unhinged                                        | Tom Cooper                                 |                                        |
| 2021 | Zack Snyder's Justice League                    | Jor-El                                     | Âm thanh lưu trữ                       |
| 2022 | Thor: Love and Thunder                          | Zeus                                       | Hậu kỳ                                 |
| 2022 | Poker Face                                      | Jake                                       | Hậu kỳ                                 |
| 2023 | Kraven the Hunter                               | Nikolai Kravinov                           | Đang quay phim                         |
| TBA  | The Greatest Beer Run Ever                      | TBA                                        | Đang quay phim                         |
| TBA  | The Georgetown Project                          | Anthony Miller                             | Hậu kỳ                                 |
| TBA  | Prizefighter: The Life of Jem Belcher           | Jack Slack                                 | Hậu kỳ                                 |

| Not yet released | Biểu thị các tác phẩm chưa được phát hành |

### Truyền hình
| Năm  | Tiêu đề                            | Vai diễn           | Ghi chú                                |
| ---- | ---------------------------------- | ------------------ | -------------------------------------- |
| 1972 | Spyforce                           | Orphan             | Episode: "The Saviour: Part 2"         |
| 1977 | The Young Doctors                  | Russell            | 1 episode                              |
| 1987 | Rafferty's Rules                   | Bobby Jarvis       | Episode: "Suspicious Minds"            |
| 1987 | Neighbours                         | Kenny Larkin       | 4 episodes                             |
| 1991 | Brides of Christ                   | Dominic Maloney    | Episode: "Rosemary"                    |
| 1991 | Acropolis Now                      | Danny O' Brian     | Episode: "Teenage Mutant Ninja Greeks" |
| 1992 | Police Rescue                      | Tom 'Bomber' Young | Episode: "The Right Stuff"             |
| 2004 | Colour of War: The Anzacs          | Người tường thuật  | 3 episodes                             |
| 2007 | South Side Story                   | Chính mình         | 6 episodes                             |
| 2012 | Republic of Doyle                  | Boyd Keiley        | Episode: "Streets of John's"           |
| 2018 | Last Week Tonight with John Oliver | Chính mình         | 1 episode                              |
| 2019 | The Loudest Voice                  | Roger Ailes        | Miniseries; also executive producer    |
| 2019 | Take Us Home: Leeds United         | Người tường thuật  | Documentary; 6 episode                 |
| 2022 | Ark: The Animated Series           | Kor the Prophet    | Voice role                             |